# 東濃

地図上赤色の地域が東濃

東濃（とうのう）とは、岐阜県南東部の地域を指し、美濃東部の意味。
一般に多治見市、土岐市、瑞浪市、恵那市、中津川市がある地方である。平成の大合併により、岐阜県では唯一、市だけで構成された地方になった。

## 範囲の解釈
岐阜県の美濃地方は、東西の2区分、東西中の3区分、東西南北中の5区分などに分けられることがあるため、その地域は一定しないが、一般には東西中の3区分が多いため、行政区分上で上記5市を指す。人口306,184人、面積1,562.82km²、人口密度196人/km²。（2025年2月1日、推計人口）。他に可児市と可児郡 を含む解釈もあり、この場合は人口420,959人、面積1,707.08km²、人口密度247人/km²。（2025年2月1日、推計人口）。
- 岐阜県立東濃高校及び岐阜県立東濃実業高校は、東濃5市ではなく中濃の可児郡御嵩町に所在。
- 岐阜新聞では、可児市と可児郡の地域の記事は、東濃地域版と中濃地域版の両方に同じ物が記載されている。可児市にある可児支局の連絡先は、東濃地域版、中濃地域版どちらにも記載されている。
- 現在の中津川市のうち、木曽川以北の地域を裏木曽という。

## 特徴
- 多治見市、土岐市、瑞浪市の東濃西部と、恵那市、中津川市の東濃東部に大別される。また、東濃東部においては恵那市に合併する以前の岩村町・山岡町・明智町・串原村・上矢作町を恵南。中津川市に合併する以前の福岡町・付知町・加子母村・坂下町・川上村を恵北と呼んでいた。
- 中央本線・国道19号・中央自動車道が、幹線交通路として横断する。このため、岐阜市など県内の他の地域よりは、名古屋市や春日井市など国道19号（旧下街道）沿線や、瀬戸市など国道363号（旧中馬街道）沿線の市町村との交流が圧倒的に深い。実際、継続の自動車検査を受ける場合に岐阜市の岐阜運輸支局へ行くより愛知運輸支局小牧自動車検査登録事務所に行った方が距離が短い。西濃および岐阜地区へ行くには小牧JCTや名古屋駅など一旦、愛知県内を経由した方が早いケースが多い。これは高山本線・太多線の岐阜駅〜多治見駅が非電化で本数、両数が少ないのと、木曽川に沿って県境が北に弧を描く様に引かれているのが大きな要因である。但し、東海環状自動車道豊田東JCT〜土岐JCT〜美濃関JCTの開通により、中濃および愛知県西三河地方との交通アクセスが向上し、交流関係にも変化が見られる。また、東側で接する長野県南部（木曽地域・南信州地域）とも繋がりが深く、文化も共通する部分が多い。
- 律令時代には東山道の一角であり、概ね土岐郡、恵那郡に属した。江戸時代には天領や尾張藩（尾張徳川家）領、岩村藩領、苗木藩領、旗本領などに細分され、中山道の沿線であった。
- 土岐市、多治見市、瑞浪市は日本でも有数の陶磁器（シェア50%以上）の産地で、美濃焼として知られる。
- 気候は太平洋側気候（一部地域は中央高地式気候）・内陸性気候を併せて呈しており、夏は蒸し暑く、冬は寒いが、降雪は少ない。近年、多治見市は、しばしば日本国内最高気温を記録することで知られる。2007年8月16日、多治見市は埼玉県熊谷市とともに当時の日本国内の最高気温記録（40.9℃）を更新した。
- 木曽川・土岐川の水系の河川が形成した盆地が多く、そこを中心にして出来た都市も多い（中津川市 - 中津川盆地、恵那市 - 恵那盆地、瑞浪市 - 瑞浪盆地、土岐市 - 土岐盆地、多治見市 - 多治見盆地など）。恵那市南部の明智町、上矢作町、串原は矢作川水系に属する。

## 交通

### 鉄道路線
- JR中央本線
- JR太多線
- 明知鉄道明知線

- 廃止路線
  - 東濃鉄道駄知線（1974年廃止）
  - 東濃鉄道笠原線（1978年廃止）
  - 岩村電気軌道（1935年廃止）
  - 北恵那鉄道大井線（1934年廃止）
  - 北恵那鉄道線（1978年廃止）
  - 坂川鉄道（1944年廃止→長野営林局坂下営林署に譲渡。1956年廃止）

### 主な道路
- 中央自動車道
- 東海環状自動車道

- 国道19号
- 国道21号
- 国道248号

- 国道257号
- 国道363号

### 地域内路線バス事業者
- 東濃鉄道（東鉄バス）
- 北恵那交通
- おんたけ交通
- 濃飛乗合自動車（濃飛バス）

## 美濃国の分割の仕方
岐阜県は大きく分けて美濃国と飛騨国にわかれるが、美濃国は一般的には大きく4分割される。
しかし、他の分割方法もあるので、参考として以下に記載する。
- 4分割（最も多く使用されている分割方法）
  - 岐阜地区 - 岐阜市、羽島市、各務原市、山県市、本巣市、瑞穂市、羽島郡、本巣郡
  - 西濃地区 - 大垣市、海津市、安八郡、揖斐郡、不破郡、養老郡
  - 中濃地区 - 美濃加茂市、可児市、関市、美濃市、加茂郡、可児郡、郡上市
  - 東濃地区 - 多治見市、土岐市、瑞浪市、恵那市、中津川市
- 5分割（その1）
  - 岐阜地区 - 岐阜市、羽島市、各務原市、山県市、本巣市、瑞穂市、羽島郡、本巣郡
  - 西濃地区 - 大垣市、海津市、安八郡、揖斐郡、不破郡、養老郡
  - 中濃地区 - 美濃加茂市、関市、美濃市、可児市、可児郡、加茂郡
  - 東濃地区 - 多治見市、土岐市、瑞浪市、恵那市、中津川市
  - 北濃地区 - 郡上市
- 5分割（その2）
  - 岐阜地区 - 岐阜市、羽島市、各務原市、山県市、本巣市、瑞穂市、羽島郡、本巣郡
  - 西濃地区 - 大垣市、海津市、安八郡、揖斐郡、不破郡、養老郡
  - 中濃地区 - 関市、美濃市、郡上市
  - 可茂地区 - 可児市、美濃加茂市、可児郡、加茂郡
  - 東濃地区 - 多治見市、土岐市、瑞浪市、恵那市、中津川市

4分割の場合、可児市と可児郡 を東濃にいれる場合もある。
5分割（その2）では、中濃地区を美濃地区とする場合もある。